# Wąskogłówka
Wąskogłówka (Stenocephalemys) – rodzaj ssaków z podrodziny myszy (Murinae) w obrębie rodziny myszowatych (Muridae).

## Rozmieszczenie geograficzne
Rodzaj obejmuje gatunki występujące w Afryce Wschodniej.

## Morfologia
Długość ciała (bez ogona) 106–195 mm, długość ogona 105–195 mm, długość ucha 17–32 mm, długość tylnej stopy 21–36 mm; masa ciała 40–198 g.

## Systematyka
Rodzaj zdefiniował w 1914 roku amerykański paleontolog Childs Frick w artykule zatytułowanym Nowy rodzaj oraz kilka nowych gatunków i podgatunków gryzoni z Abisynii, opublikowanym w czasopiśmie „Annals of the Carnegie Museum”. Gatunkiem typowym jest (oznaczenie monotypowe) wąskogłówka białoogonowa (S. albocaudata).

### Etymologia
Stenocephalemys: gr. στηνος stēnos ‘wąski, cienki’; κεφαλη kephalē ‘głowa’; μυς mus, μυoς muos ‘mysz’.

### Podział systematyczny
Do rodzaju należą następujące gatunki:
| Grafika | Gatunek                      | Autor i rok opisu                    | Nazwa zwyczajowa         | Podgatunki         | Rozmieszczenie geograficzne                                                                                                | Podstawowe wymiary                                | Status IUCN |
| ------- | ---------------------------- | ------------------------------------ | ------------------------ | ------------------ | --- | ------------------------------------------------- | ----------- |
|         | Stenocephalemys zimai        | Lavrenchenko & Bryja, 2020           |                          | gatunek monotypowy | endemit Etiopii: znaleziony w 4 górskich obszarach (góry Demien, Guna, Choke i Abohoy Gara)                                | DC: 13,6–17 cm DO: 10,5–14,8 cm MC: brak danych   | NE          |
|         | Stenocephalemys albipes      | (Rüppell, 1842)                      | wąskogłówka białonoga    | gatunek monotypowy | Etiopia i Erytrea; zakres wysokości: 820–3300 m n.p.m.                                                                     | DC: 10,7–17,1 cm DO: 13,4–19,5 cm MC: 40–79 g     | LC          |
|         | Stenocephalemys griseicauda  | Petter, 1972                         | wąskogłówka szaroogonowa | gatunek monotypowy | endemit Etiopii: na zachód i wschód od Wielkich Rowów Afrykańskich; zakres wysokości: 2400–3500 m n.p.m.                   | DC: 13–17,5 cm DO: 10,5–16 cm MC: 70–136 g        | LC          |
|         | Stenocephalemys sokolovi     | Lavrenchenko & Bryja, 2020           |                          | gatunek monotypowy | endemit Etiopii: obszary Debre Sina, Ankober, Guassy i Parku Narodowego Borena Saynt; zakres wysokości: 3200–3500 m n.p.m. | DC: 12,9–15,4 cm DO: 11,4–16,1 cm MC: brak danych | NE          |
|         | Stenocephalemys ruppi        | (van der Straeten & Dieterlen, 1983) | wąskogłówka zaroślowa    | gatunek monotypowy | endemit Etiopii: góry Gughe na zachód od Wielkich Rowów Afrykańskich; zakres wysokości: 3700–3200 m n.p.m.                 | DC: 12,4–13,8 cm DO: 14,3–17,9 cm MC: brak danych | DD          |
|         | Stenocephalemys albocaudatus | Frick, 1914                          | wąskogłówka białoogonowa | gatunek monotypowy | endemit Etiopii: na wschód od Wielkich Rowów Afrykańskich; zakres wysokości: powyżej 3000 m n.p.m.                         | DC: 10,6–19,5 cm DO: 11,2–17,5 cm MC: 83–198 g    | LC          |

Kategorie IUCN:  LC  – gatunek najmniejszej troski,  DD  – gatunki o nieokreślonym stopniu zagrożenia;  NE  – gatunki niepoddane jeszcze ocenie.